# Creu de terme de Camps
La Creu de terme de Camps és una creu de terme de Fonollosa (Bages) situada al veïnat de Camps, prop de l'església de Santa Maria de Camps.

## Descripció
Es tracta d'una creu assentada sobre una basament quadrangular de formigó, sobre el qual es recolza un graó que fa les funcions de peu de creu també quadrangular de 41 cm d'alçada. Sobre aquest peu recau directament el fust, també de formigó d'una alçada de 125 cm. Sobre aquest fust es recolza un capitell rectangular de 31 cm sobre el qual es disposa una creu de 55 cm d'alçada x 55 cm d'amplada. Tot el conjunt és realitzat en formigó, mantenint com a únic element ornamental un seguit de petits recargolaments amb els quals es rematen els tres braços sobresortints de la creu.

## Història
Malgrat la manca de referents documentals sobre la seva existència no es dubta de l'antiguitat de l'existència d'una creu en aquest indret tant proper a la parròquia de Santa Maria de Camps. Un estudi detallat del material amb el qual es troba aixecada revela que possiblement es tracti d'una creu refeta en formigó durant la dècada del 1940, ubicada a l'indret on antigament es trobaria una molt més antiga. Tradicionalment a aquesta creu s'hi arribava en processó el dia del Corpus per fer una ofrena floral i religiosa.